# Reggimento "Lancieri di Firenze" (9º)
Il Reggimento "Lancieri di Firenze" (9º) è stata una unità di cavalleria del Regio Esercito prima e dell'Esercito Italiano poi, ma risalente all'Esercito Granducale di Toscana prenunitario.

## Storia

### Dalle origini alla prima guerra mondiale

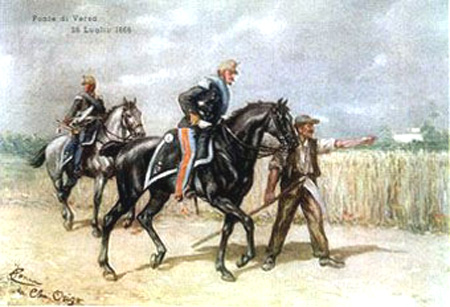
Lancieri di Firenze durante la battaglia di Versa, 1866.

Il reggimento venne fondato il 12 settembre 1753 come Corpo dei Dragoni Toscani da Francesco I di Lorena, che aveva ereditato il Granducato di Toscana nel 1737, con una forza complessiva di 307 uomini divisi in tre squadroni, di cui due montati e uno a piedi. Il reggimento venne sciolto dopo l'occupazione francese del 1799 e, con decreto del 7 gennaio 1808, venne incorporato nella Grande Armata come 28e régiment de chasseurs à cheval. Sotto le bandiere napoleoniche il reggimento partecipò alle campagne di Spagna, di Russia e di Germania, per essere poi sciolto in seguito all'ordinanza del 12 maggio 1814. Con la Restaurazione si ricostituisce quale Reale Corpo dei dragoni. Denominato dal 1816 Reale Corpo dei cacciatori a cavallo, partecipò alla battaglia di Curtatone e Montanara contro gli austriaci. Il 4 novembre 1859 il Governo provvisorio della Toscana ridenominò l'unità Cavalleggeri di Firenze. Quando il Regno di Sardegna annetté le Province Unite del Centro Italia e il Regno delle Due Sicilie, il reggimento fu l'unica unità degli Stati annessi ad essere integrata nel Regio Esercito come Reggimento "Lancieri di Firenze". 
Il reggimento servì nella terza guerra d'indipendenza, durante la quale guadagnò la prima medaglia di bronzo al valore militare nella battaglia di Versa, il 26 luglio 1866. La seconda medaglia venne conquistata durante la Grande Guerra nella decisiva battaglia di Vittorio Veneto nel 1918. 
Il 20 marzo 1920, in seguito allo scioglimento di alcuni reggimenti di cavalleria, il reparto incorporò il Reggimento "Cavalleggeri di Palermo" (30º) e due squadroni del Reggimento "Cavalleggeri di Lodi" (15º), assumendo il 20 aprile la denominazione Reggimento "Cavalleggeri di Firenze". Il 3 febbraio 1934 assunse il nome di Reggimento "Lancieri di Firenze".

### Seconda guerra mondiale
Durante la seconda guerra mondiale il reggimento faceva parte della 2ª Divisione celere "Emanuele Filiberto Testa di Ferro" e venne schierato da aprile a dicembre 1941 sul fronte jugoslavo, dove venne impiegato in operazioni di controguerriglia in Croazia e Kosovo. Rientrò poi a Ferrara, cedendo buona parte degli effettivi per la formazione del Reggimento corazzato "Lancieri di Montebello". A febbraio 1942, un gruppo squadroni del "Lancieri di Milano" e altri quattro gruppi squadroni passano alle dipendenze del "Lancieri di Firenze"', per l'addestramento e la formazione di altrettanti reggimenti misti da inviare in teatro oltremare. In aprile 1942 il reggimento viene inviato, montato, in Albania, come parte del Raggruppamento speciale di cavalleria. Nel 1943, insieme a "Monferrato" e "Guide", formò il Raggruppamento Celere di Albania. Impiegato in operazioni di controguerriglia nelle zone di Scutari e di Dibër, subì gravi perdite, tra le quali il comandante del reggimento Ludovico de Bortolomeis. L'8 settembre 1943, dopo aver cercato di resistere alle forze tedesche, il reggimento si scioglie dopo aver messo in salvo lo stendardo.

### Dal dopoguerra allo scioglimento
Il 21 giugno 1951 venne ricostituito come Squadrone Cavalleria Blindata "Lancieri di Firenze". Equipaggiato con autoblindo M8 Greyhound, costituiva l'unità da ricognizione della Divisione corazzata "Pozzuolo del Friuli". Nel 1956 l'unità venne elevata a livello di battaglione come Gruppo Squadroni "Lancieri di Firenze", ma già il 31 dicembre 1958 la divisione e il gruppo squadroni vennero sciolti. 
Con la riforma dell'Esercito Italiano del 1975, il II Gruppo squadroni del Reggimento "Piemonte Cavalleria" (2º) di Sgonico venne riorganizzato e ridenominato 9º Gruppo Squadroni Carri "Lancieri di Firenze" il 1 ottobre 1975. Per l'impegno profuso nei soccorsi durante il terremoto del Friuli del 1976, l'unità ricevette la Medaglia di bronzo al valore dell'esercito. Equipaggiato con il carro armato Leopard 1A2, nel 1992 l'unità ricevette la bandiera di guerra del Reggimento "Lancieri di Firenze" e venne assegnata alla Brigata corazzata "Vittorio Veneto". 
Con la fine della Guerra Fredda, anche l'Esercito Italiano andò incontro ad una contrazione dell'organico e al "Vittorio Veneto" fu una delle prime brigate ad essere sciolte. Il 31 luglio 1991 la brigata venne disattivata insieme a molti dei reparti dipendenti, mentre il "Lancieri di Firenze" venne trasferito a Grosseto alle dipendenze della Brigata meccanizzata "Friuli". Nel 1992 il gruppo squadroni venne elevato al livello reggimentale senza cambiarne la composizione o la forza. Il 7 ottobre 1995 il Reggimento "Lancieri di Firenze" (9º) venne ridenominato Reggimento "Savoia Cavalleria" (3º) e la bandiera di guerra del "Lancieri di Firenze" venne trasferita al Sacrario delle Bandiere del Vittoriano a Roma.